# TripleA

TripleA是一款基于GNU通用公共许可证的自由回合策略游戏，规则基于桌面图版游戏轴心国与同盟国。
TripleA使用Java语言编写，可以在任何支持Java的平台（包括Microsoft Windows、Linux和Mac OS X）上运行。
多人游戏的部分有两个大厅，分为稳定（Stable）和不稳定（Unstable）。

## 游戏细节
地图分成若干个区域，每个区域分配给不同玩家。玩家以自己的军队占领敌方控制下的区域，同时还要防止敌方占领自己所控制的区域。攻击方能否占领某个区域由骰子作决定。玩家控制的区域生产原料，玩家可以用这些资源购买军队，能很好地补偿战斗期间遭受的损失。 
游戏最终目标通常是控制大部分的重要区域。如果是多个联盟进行战争（比如二战的轴心国与同盟国），胜利条件只需一方的任意一个玩家占领大部分的区域即可获胜。
TripleA地图主要关于第二次世界大战，此外还包含了其他地图，比如布匿战争，拿破仑战争等。每个地图中具有不同规则，步兵等。虽然战斗的胜负取决于骰子的点数，但是通过大量重复掷骰子的模拟次数，极端结果的概率极小。此外，还有“低运气”（“low luck”）选项，玩家在游戏进行战斗的时候少扔骰子，则减少运气的影响，玩家更加需要依赖战略思考。在多人模式中，一个随机数生成器将在每个玩家的机器上掷骰子，从中生成最终结果，可以防止欺诈。